# Гамконора
Гамконора (індонез. Gunung Gamkonora) — вулкан, розташований в провінції Північне Малуку на острові Хальмахера, Індонезія.
Являє собою стратовулкан з 4 кратерами, які витягнуті з півночі на південь на відстань 1,3 км. В одному з кратерів знаходиться невелике вулканічне озеро, діаметром 100x150 м.
Виверження вулкана постійно фіксували починаючи з XVI століття. Перше зафіксоване руйнівне виверження було зафіксовано в 1673 р. Воно супроводжувалося цунамі, яке змило кілька прибережних сіл. Згодом вулкан заснув на два століття. Починаючи з XIX століття по теперішній час вулкан вивергався близько десятка разів. Населення неодноразово евакуювалося. Останній раз вулкан активно себе вів у липні 2007 р. Тоді сталося фреатичне виверження. Вулканічний попіл досяг висоти 1800 м. і покрив довколишню місцевість у радіусі 7 км від епіцентру виверження. Згодом активність вулкана посилювалася, в радіусі 50 метрів вулкан викидав уламки гірських порід, стовп попелу піднявся на висоту 4,1 км. Було евакуйовано близько 8 тис. осіб. Підвищена сейсмічність спостерігалася в травні 2011 року, вершина вулкана покрилася білим димом, який піднявся на висоту 150 м. Остаточно вулкан заспокоївся на початку вересня 2012 року. Були відомості в пресі, що вулкан вивергався активно в червні 2012 р., але дані доповідей вулканологических організацій CVGHM і VAAC не підтвердили цієї інформації. Також вважається помилковою публікація в англійській газеті «Antara News» про виверженні вулкана Гамконора в 1913 р. Згодом вчені з'ясували, що вивергався інший вулкан — Дуконо.